# Efbemalenograstim alfa
| Pharmakologische Daten  | Pharmakologische Daten                         |
| ----------------------- | ---------------------------------------------- |
| Verabreichungsweg       | subkutan                                       |
| Maximaler Plasmaspiegel | nach 6 – 96 Stunden (Durchschnitt: 36 Stunden) |
| Halbwertzeit            | 19 – 84 Stunden                                |
| Metabolisierung         | kataboler Abbau in kleine Peptide              |

Efbemalenograstim alfa ist ein Arzneistoff aus der Gruppe der hämatopoetischen Wachstumsfaktoren. Er ist in China, den USA und der EU als Begleittherapie zu Krebsbehandlungen mit zytotoxischen Medikamenten zugelassen, um die Dauer damit einhergehender Neutropenien (niedrige Anzahl weißer Blutkörperchen) zu verkürzen (Präparatename Ryzneuta).
Die Anwendung erfolgt als subkutane Injektion.

## Chemisch-physikalische Eigenschaften

Aminosäurensequenz des Fusionsproteins

Efbemalenograstim alfa ist ein Fusionsprotein. Es besteht aus dem humanen Granulozyten-Kolonie-stimulierenden Faktor (G-CSF), der über einen Peptidlinker aus 16 Aminosäuren mit dem Fc-Anteil des humanen Immunglobulins G2 (IgG2-Fc) verbunden ist. Das Fusionsprotein wird rekombinant in der Glycoform alfa in CHO-Zellen hergestellt. Es liegt in Lösung als Homodimer aus zwei G-CSF-Fc(IgG2)-Molekülen vor, die über zwei Disulfidbrücken zwischen den Fc-Teilen (Positionen 193–193‘ und 196–196‘) miteinander verbunden sind.

## Wirkungsmechanismus
Efbemalenograstim alfa ist ein Wirkstoff aus der Gruppe der rekombinanten hämatopoetischen Wachstumsfaktoren („Grastime“). Diese stimulieren wie G-CFS die Proliferation und Differenzierung der Blutvorläuferzellen und regulieren die Funktion reifer Blutzellen. Durch die Bindung des humanen G-CFS an ein Antikörperfragment wird die renale Clearance vermindert und die Wirkdauer verlängert. Der Wirkstoff wird nur einmal zu Beginn eines Chemotherapiezyklus verabreicht.

## Medizinische Verwendung

### Anwendungsgebiet
Efbemalenograstim alfa ist angezeigt zur Verkürzung der Dauer von Neutropenien sowie zur Verminderung der Häufigkeit neutropenischen Fiebers bei erwachsenen Patienten mit malignen Tumoren, die mit einer zytotoxischen Chemotherapie behandelt werden. Ausgenommen ist die Gabe bei chronisch myeloischer Leukämie (CML) und dem myelodysplastischem Syndrom (MDS).

### Klinische Prüfung
Die EU-Zulassung basiert auf den Ergebnissen aus drei Hauptstudien an Patienten mit Brustkrebs, die eine myelotoxische Chemotherapie erhielten. Es wurde die Anzahl der Tage gemessen, an denen die Patienten nach Beginn der Chemotherapie eine schwere Neutropenie (Grad 4) hatten.
In der ersten Studie mit 122 Patienten hatten die Patienten, die Efbemalenograstim alfa erhielten, durchschnittlich 1,3 Tage lang eine schwere Neutropenie. Im Vergleich dazu betrug die Dauer der Neutropenie bei Patienten, die Placebo erhielten, durchschnittlich 3,9 Tage. Zudem war die Inzidenz einer febrilen Neutropenie (niedrige Anzahl von weißen Blutkörperchen mit Fieber) unter Efbemalenograstim alfa geringer als bei Placebo-Behandlung (5 % vs. 26 %). In zwei weiteren Studien wurde Efbemalenograstim alfa mit Pegfilgrastim (Studie mit 393 Patienten) und mit Filgrastim (Studie mit 242 Frauen) verglichen. In beiden Studien war die Dauer der Neutropenie unter Efbemalenograstim alfa etwa gleich kurz wie die unter der jeweiligen Vergleichstherapie.

### Nebenwirkungen und Anwendungsbeschränkungen
Zu den häufigsten Nebenwirkungen gehören Knochenschmerzen (bei mehr als 10 % der Behandelten). Rückenschmerzen, Arthralgie und Schmerzen in den Extremitäten traten häufig (bei 1 % bis 10 %) auf.

### Zulassung
Die Zulassung in China erfolgte im Mai 2023, in den USA im November 2023 und in der EU im März 2024 (Präparatename Ryzneuta; Hersteller Evive Biotechnology).
Efbemalenograstim alfa ist das erste zugelassene nicht-pegylierte langwirksame G-CSF zur Therapie der Chemotherapie-induzierten Neutropenie.